# Дуранте, Алессия
Алессия Дуранте (итал. Alessia Durante; род. 14 мая 1999) — итальянская тяжелоатлетка, выступающая в весовой категории до 71 кг. Серебряный призёр чемпионата Европы 2021 года.

## Биография
Алессия Дуранте родилась 14 мая 1999 года.

## Карьера
Алессия Дуранте выступила на молодёжном чемпионате Европы в весовой категории до 69 килограммов. Итальянка подняла в рывке 80 килограммов и в толчке 101 кг. Её итоговая сумма 181 килограмм позволила ей стать серебряным призёром чемпионата.
На юниорском чемпионате мира 2017 в весовой категории до 69 кг Дуранте заняла двенадцатое место, подняв 82 и 100 килограммов в рывке и толчке, соответственно. Она на один килограмм превзошла свою сумму европейского молодёжного первенства в прошлом году.
На чемпионате Европы 2018 года среди юниоров Алиссия осталась без зачётных попыток как в рывке, так и в толчке.
На чемпионате мира среди юниоров 2019 года Алиссия Дуранте выступала в новой весовой категории до 71 килограмма и стала пятой, подняв 200 килограммов (90 + 110). На чемпионате Европы среди юниоров в том же году она завоевала золото, подняв 93 и 113 килограммов в рывке и толчке, соответственно.
В 2020 году она завоевала серебро на Кубке мира в Риме в весовой категории до 71 кг. Алиссия подняла 95 килограммов в рывке и затем толкнула 115 килограммов, финишировав с суммой 210 кг.
Алессия вошла в состав сборной Италии для участия на взрослом чемпионате Европы 2021 в Москве. По сумме двух упражнений завоевала серебряную медаль с результатом 219 кг. В упражнении рывок также завоевала малую бронзовую медаль (97 кг), а в толчке малую серебряную (122 кг).